# Villa Medici von Castello

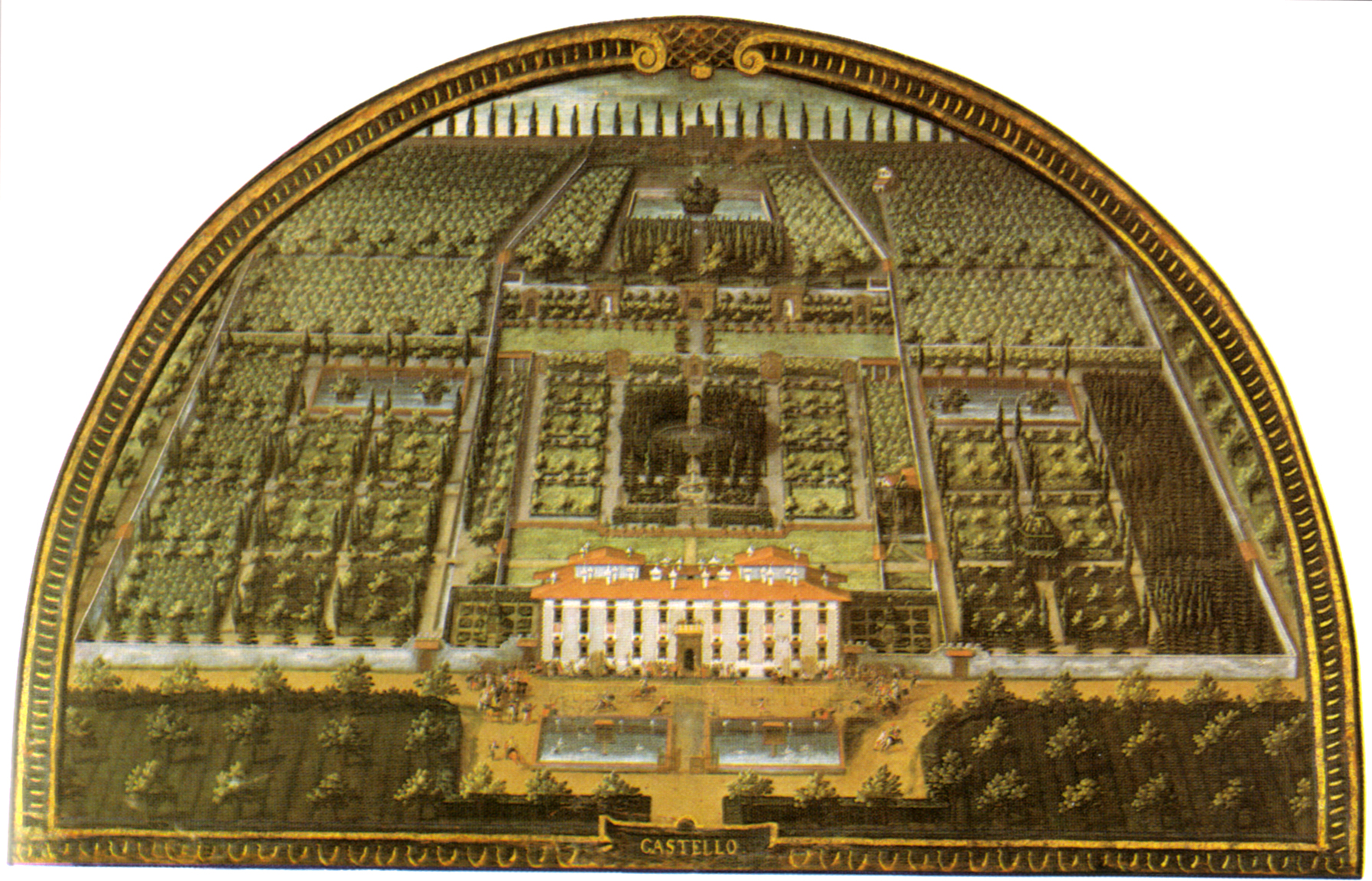
Die Villa di Castello, Lunette von Giusto Utens, Museo di Firenze com’era

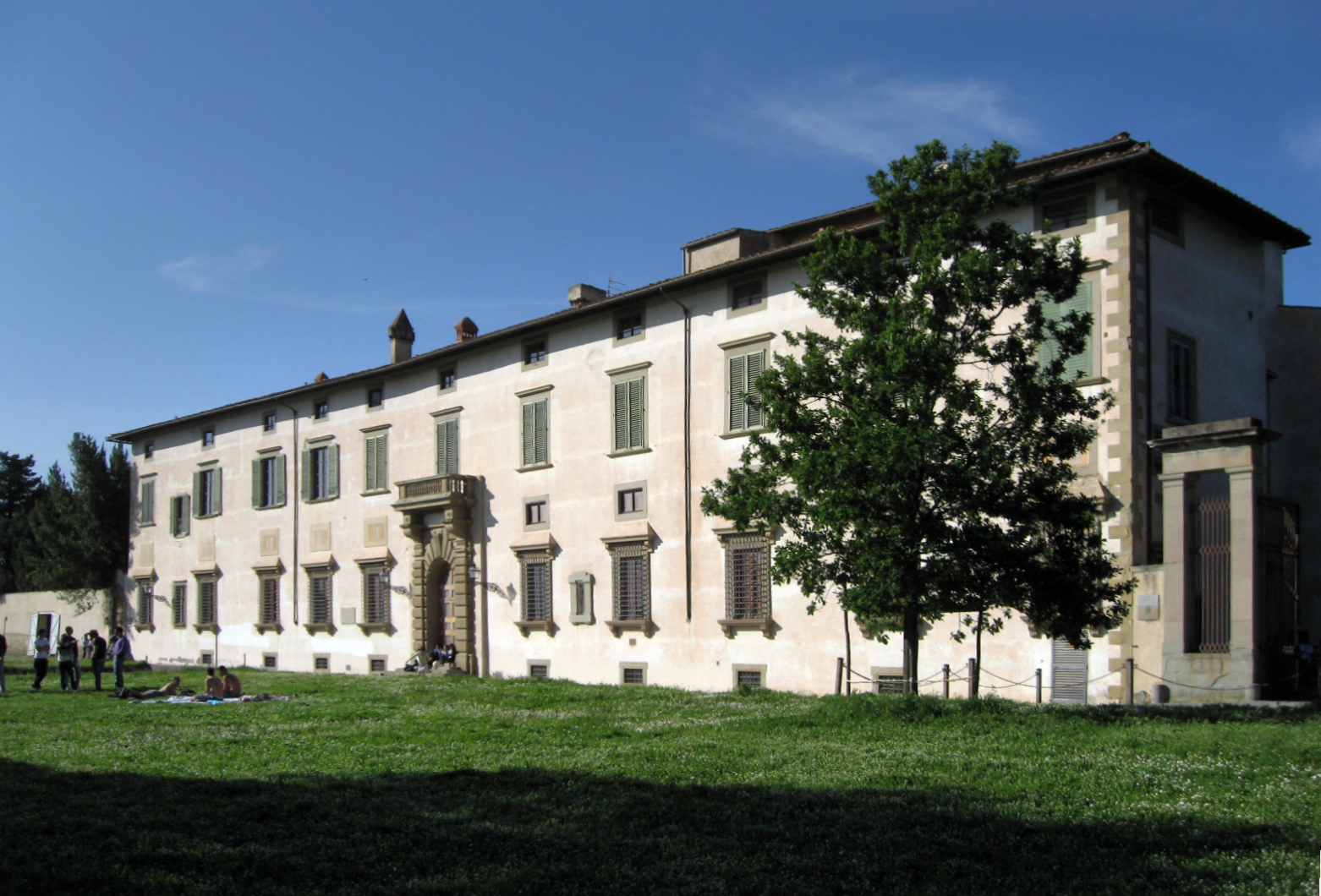
Die Fassade

Die Villa Medici von Castello ist eine Medici-Villa im Bereich der Hügel von Florenz.
Die der Familie Stufa gehörige Villa wurde 1477 von Lorenzo und dessen Bruder Giovanni di Pierfrancesco de’ Medici erworben. Sie erweiterten das aus dem 14. Jahrhundert stammende Gebäude. Lorenzo (nicht zu verwechseln mit seinem Cousin Lorenzo dem Prächtigen) war ein bedeutender Auftraggeber von Sandro Botticelli. Das Gemälde Frühling wurde für Lorenzos Haus in der Via Larga (heute Via Cavour) geschaffen. Die Auftraggeberschaft für die Geburt der Venus ist umstritten. Fest steht lediglich, dass sich zur Zeit Vasaris beide Bilder in der Villa in Castello befanden.
1538 ließ Großherzog Cosimo I. de’ Medici die Villa durch Giorgio Vasari umbauen und beauftragte Niccolò Tribolo mit der Gartengestaltung. Ferdinand I, der Sohn Cosimos, schloss den Umbau 1588 bis 1595 ab. Michel de Montaigne besuchte die Villa 1580 und 1581. Auch Joseph Furttenbach war hier zu Gast. Die Villa beherbergt heute die Accademia della Crusca und ist nicht öffentlich zugänglich. Die terrassenförmig angelegten Gärten des Tribolo mit ihrer berühmten Agrumensammlung sind tageweise frei zugänglich.

## Der Garten

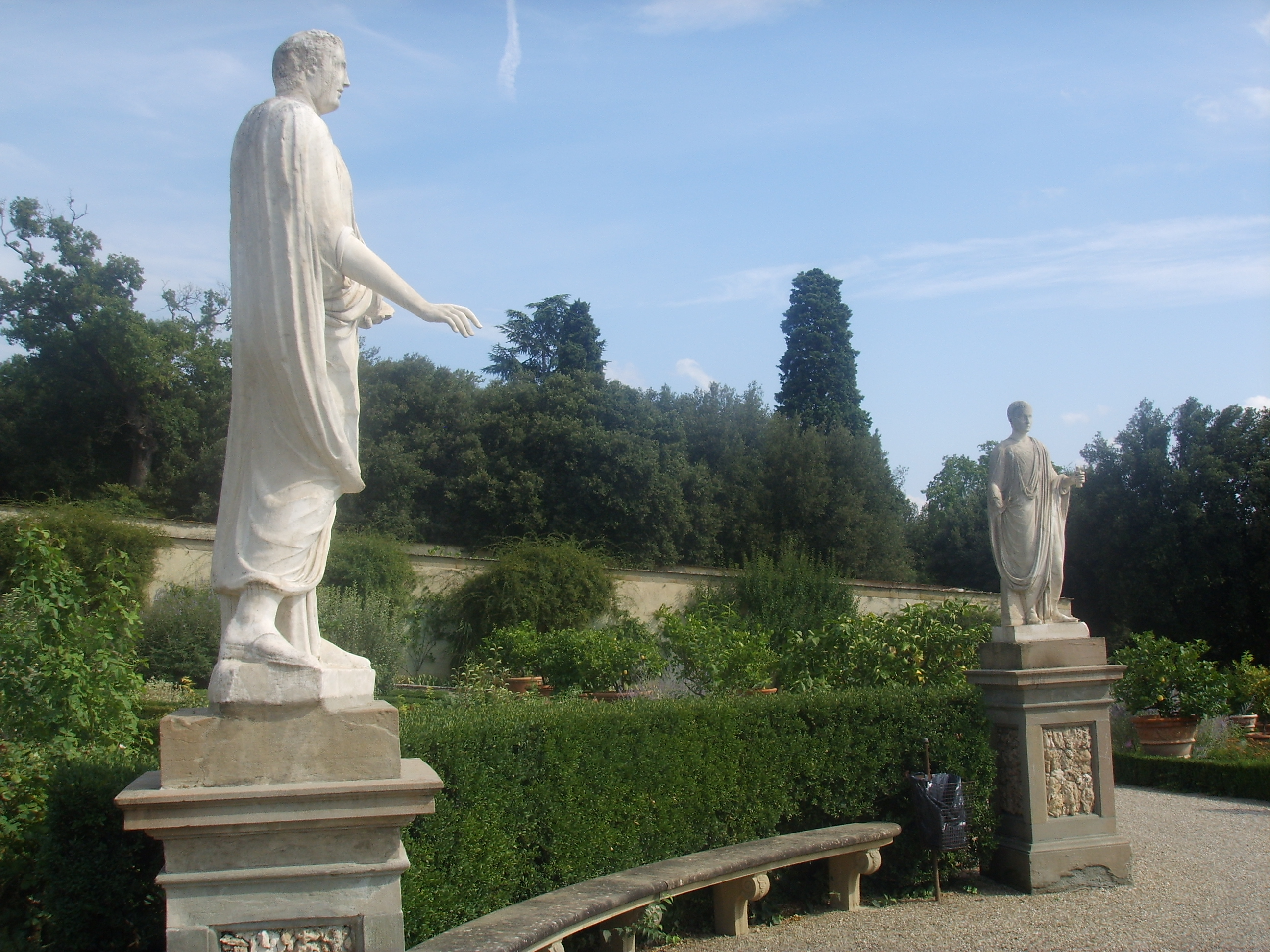
Die Figuren der ersten Terrasse

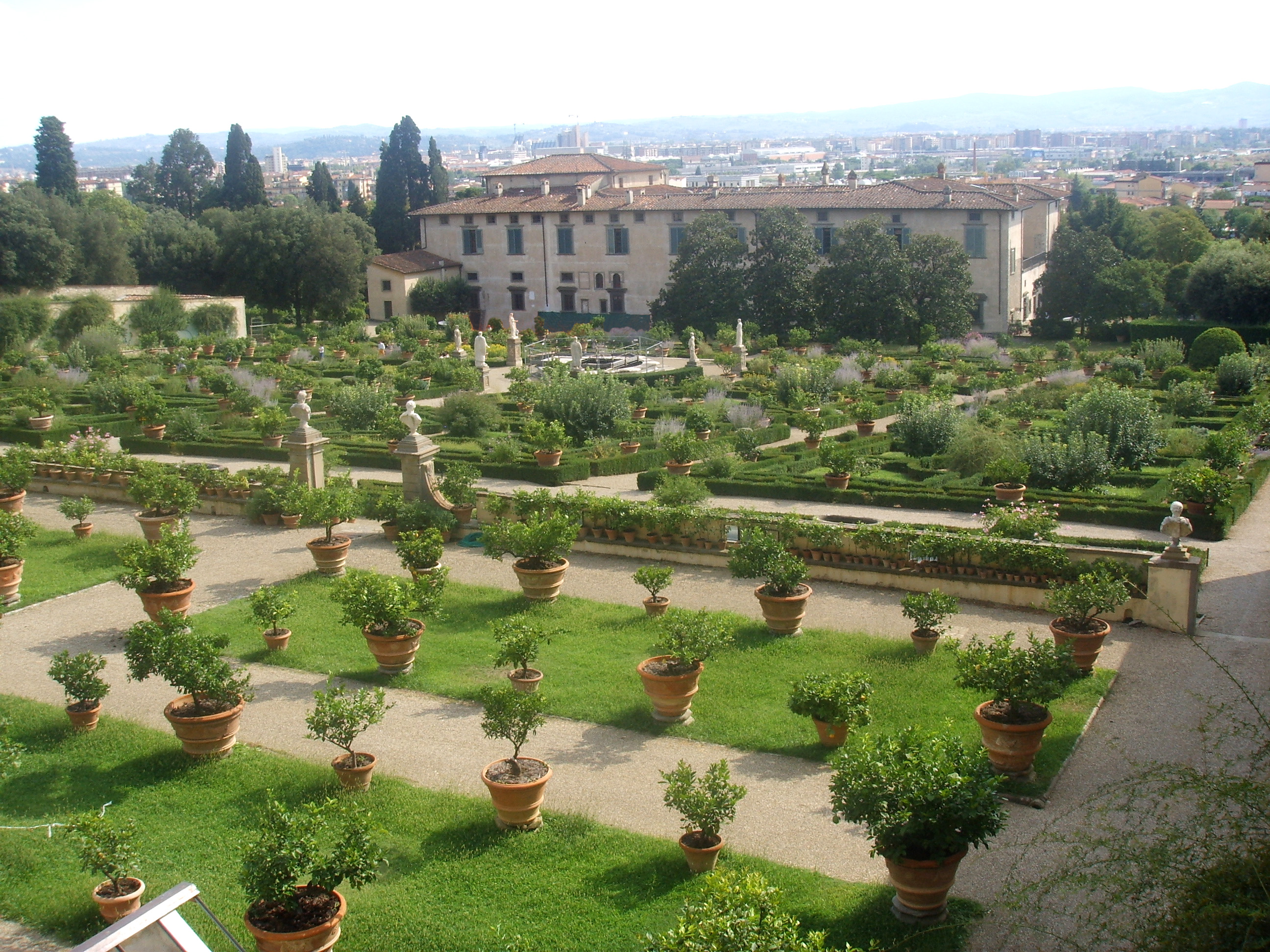
Der Garten all’italiana

Der Garten der Villa gilt als das am besten erhaltene Beispiel eines Italienischen Gartens entsprechend dem Kanon des Leon Battista Alberti. Die kompakte und geometrische Form geht auf das 15. Jahrhundert zurück, ebenfalls die drei Terrassen. Die berühmte Tiergrotte und der Figurenschmuck, aber auch die Wasserspiele gehören bereits dem Manierismus an.

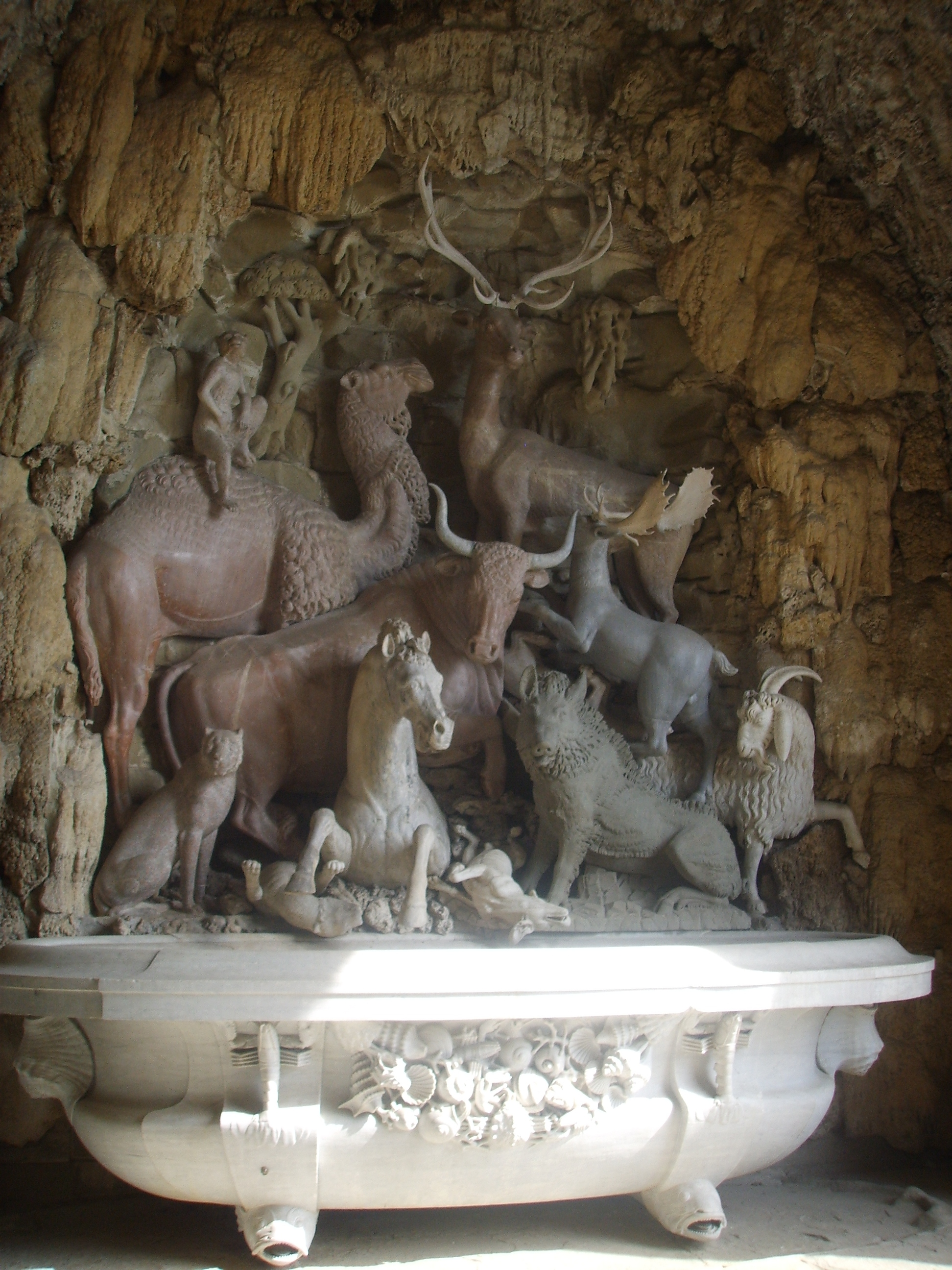
Grotta degli Animali

Auf der ersten Terrasse befindet sich im Zentrum ein großes Wasserbecken mit Fontäne, ein Werk des Tribolo und des Pierino da Vinci (1538–1548). Die Brunnenstatue Herkules und Antäus stammt von Bartolomeo Ammannati. Im Zentrum des Gartens fand sich einst eine Venus-Fiorenza von Giambologna. Bis mindestens 1599 war der Brunnen von einem kleinen Lorbeer- und Myrtenboskett umgeben. Der heutige Statuenschmuck rund ums Becken stammt aus den Jahren 1785–1788.
Die zweite Terrasse bildet den Agrumengarten. Hier werden ab jeweils Anfang Mai etwa 500 Topfpflanzen zur Schau gestellt, die ornamentale Zitrusfrüchte tragen. Die Medici betrieben die Zucht solcher Pflanzen mit Leidenschaft. Die vorhandenen Bäume repräsentieren zum Teil äußerst seltene und wertvolle Sorten.
Den Abschluss der zweiten Terrasse bildet eine die gesamte Breite des Gartens einnehmende Futtermauer. In ihr befindet sich die berühmte Grotta degli Animali. Über Stiegen in der Futtermauer ist die dritte Terrasse erreichbar, der Bosco, welcher in der ersten Hälfte des 19. Jahrhunderts in einen englischen Landschaftsgarten umgestaltet wurde. Der von Vasari gestaltete Brunnen wird von einer Figur Ammannatis bekrönt, die den Apennin oder Jänner darstellt.